# Finbar Lynch
Finbar Lynch (Dublino, 28 agosto 1959) è un attore irlandese.

## Biografia
Nato a Dublino, a 11 anni si trasferisce con la famiglia nel villaggio di Inverin, dove il padre gestisce una fabbrica di abiti che gli permette di avere un grosso business nei villaggi limitrofi. Ha due fratelli. A 18 anni torna a Dublino e inizia la sua carriera di attore dapprima in ruoli minori in teatro e in seguito con grosse produzioni. È sposato con l'attrice Niamh Cusack con cui ha un figlio di nome Calam.

## Filmografia parziale

### Cinema
- Child 44 - Il bambino n. 44 (Child 44), regia di Daniel Espinosa (2015)
- Departure, regia di Andrew Steggall (2015)
- Suffragette, regia di Sarah Gavron (2015)

### Televisione
- Silk – serie TV (2012)
- Holby City – serie TV, episodio 2x06 (1999)
- The Hollow Crown – miniserie TV, 1 puntata (2012)
- Breathless – miniserie TV, 5 puntate (2013)
- Il Trono di Spade (Game of Thrones) – serie TV, episodio 4x03 (2014)
- DCI Banks – serie TV, episodi 3x03-3x04 (2014)
- The Musketeers – serie TV, episodio 2x03 (2015)
- Treadstone – serie TV, 3 episodi (2019)
- The Mallorca Files – serie TV, episodi 1x03-1x05 (2019)
- Diavoli (Devils) – serie TV, episodio 1x04 (2020)
- Jack Ryan – serie TV, 3 episodi (2022)
- The Regime - Il palazzo del potere (The Regime), regia di Stephen Frears e Jessica Hobbs – miniserie TV, puntata 3 (2024)